# مرسيدس بنز 190 إس إل
مرسيدس بنز 190 اس ال (بالإنجليزية: Mercedes-Benz 190SL) هي سيارة من صناعة مرسيدس بنز أنتجت في 1955 وتوقف إنتاجها في 1963.